# 1264
1264 је била преступна година.

## Догађаји
- Пролеће – Битка код Макриплагије: Константин Палеолог (полубрат Михаила VIII) наставља операције против Кнежевине Ахаје. Напредује у северној Елиди и поставља свој логор на месту званом „Свети Никола од Месисклије“. Принц Вилијам од Вилардуена са својим трупама маршира му у сусрет и поставља своје људе спремне за битку. Византијска претходница под командом Михаила Кантакузена јаше из византијских линија, али војска упада у заседу и Михаила убијају Ахајци. Константин се повлачи и наставља да опседа тврђаву Никли. Он одлучује да прекине опсаду и одлази у Цариград. Оставља Алексија Фила са војском и маршира ка Месенији, где заузима превоје, који се налазе у близини замка Гардики. Вилијам, појачан турским контингентом, маршира ка Месенији да нападне Византинце, упркос томе што су држали јаке положаје на узвишењима. Прва два напада су одбијена, али током трећег напада, Византинци беже у паници. Алексије, заједно са многим грчким племићима, је заробљен.
- 8. август – Мудехарски устанак: Муслиманске побуњеничке снаге, уз помоћ савезника из Алхесираса и Тарифе, заузимају град Херез де ла Фронтера након што су победиле бројчано надјачани кастиљски гарнизон који је предводио Нуњо Гонзалез де Лара. Побуњенике подржава Мухамед I, владар Гранадског емирата, док је краљ Алфонсо X од Кастиље савезник Арагона. Побуњеници успевају да заузму Мурсију, као и неколико мањих градова.
- 14. август – Битка код Сасеноа: Ђеновљанска флота (16 галија) успева да превари и зароби цео млетачки трговачки конвој близу острва Сасено код обале Албаније. Заробљена роба и бродови процењују се на више од 100.000 ђеновских фунти, што је огромна сума за тај период, од чега 30.000 иде у ђеновску благајну продајом плена.
- 9. октобар – Реконкиста: Кастиљске снаге под Алфонсом X изводе контранапад и поново освајају Херез де ла Фронтеру након опсаде. Градови Вехер де ла Фронтера, Рота и Санлукар де Барамеда, које су држали побуњеници, такође падају у руке Алфонса. Муслимани у освојеним градовима су протерани, а џамије у Хересу су претворене у цркве. Регион насељавају хришћани из других крајева.
- 10. децембар – Мађарски грађански рат, династички сукоб, избија између краља Беле IV и његовог сина, војводе Стефана. Мађарске снаге под Ладиславом II Каном нападају Стефаново царство и неометано напредују, продирући у долину реке Муреш у јужном делу Трансилваније. Стефанова војска зауставља Ладиславово напредовање код тврђаве Дева (данашња Румунија).
- Зима – Рат за тириншко наслеђе завршава се после 17 година, а држава Хесен стица независност од Тирингије и постаје Ландгрофовина Хесен, кнежевина Светог римског царства.
- Приближан датум – Високи војвода Болеслав V Чедни проглашава законску заштиту јеврејских заједница у Малопољској, укључујући заштиту од отмице и присилног крштења јеврејске деце.
- 23. јануар – Краљ Луј IX од Француске издаје Амијенски споразум између краља Хенрија III од Енглеске и његових побуњених барона под Симоном де Монфором, у великој мери фаворизујући првог – што доводи до Другог баронског рата. У Амијену, Хенри оптужује бароне да су уништили његове замкове и пустошили краљевске земље. За то захтева одштету од око 300.000 фунти и 200.000 марака, што Луј брани.
- 5. април – Битка код Нортхемптона: Енглеске снаге под командом Роџера Мортимера напредују преко водених ливада јужно од Нортхемптона како би напали његову главну капију са оруђима. Симон де Монфор Млађи (син Симона де Монфора) реагује на провалу – јашући на коњу са штитоношом и неким пратиоцима како би се супротставили продору. Али Симон је заробљен и баца браниоце у неред. Симон де Монфор поставља заштитни ред да би помогао свом сину, али 6. априла замак пада.
- 17–19. април – Енглески побуњеници под командом Симона де Монфора опседају Рочестер из два правца у клештастом покрету са севера и југа. Гарнизонски напад спаљује предграђа како би лишио побуњенике заклона. Почетне нападе на мост следећег јутра одбија Роџер де Лејбурн. Међутим, увече, уз подршку стрелаца који пуцају преко реке, Симон покреће амфибијски напад, ветар и струја носе његов ватрени брод преко реке како би запалили одбрану моста. Побуњеници заузимају спољни двор замка, а гарнизон се враћа.
- Април – Гилберт де Клер предводи масакр Јевреја у Кентерберију, током избијања Другог баронског рата. У међувремену, још један де Монфоров следбеник, Џон ФицЏон, предводи масакр над Јеврејима у Лондону. Јеврејске заједнице у Нортхемптону, Винчестеру, Кембриџу и Линколну су опљачкане.
- 14. мај – Битка код Луиса: Енглески побуњеници предвођени Симоном де Монфором побеђују Хенрија III и принца Едварда („Лорд Едвард“) од Луиса. Хенри напушта замак Луис и приорат Сент Панкрас да би се обрачунао са побуњеницима. Едвард разбија део побуњеничке војске (око 5.000 људи) коњичким јуришем, али током битке де Монфорове снаге заробљавају и Хенрија и Едварда, чинећи Симона „некрунисаним краљем Енглеске“ 15 месеци.
- Мај – Симон де Монфорт напада Лондон, али градоначелник је подигао покретни мост на Лондонском мосту. Симон има подршку Лондонаца, који успевају да спусте мост, омогућавајући му улазак у град. Хенри III је приморан да помилује побуњене племиће и враћа Оксфордске одредбе. Са смањеном Хенријевом моћи, Симон објављује да ће сви дугови према Јеврејима бити отписани.
- Јун – Симон де Монфорт сазива парламент у Лондону да потврди нове уставне аранжмане. Два витеза су позвана за сваки округ и дозвољено им је да коментаришу општа државна питања – први пут се то догодило. У Француској, краљица Елеонора од Провансе, супруга Хенрија III, прави планове за инвазију на Енглеску уз подршку Луја IX од Француске.
- Јун – Лорд Едвард је заробљен у замку Волингфорд, али након покушаја бекства премештен је у замак Кенилворт.
- 18. јун – Парламент Ирске се састаје у Каслдермоту у округу Килдар, што је први дефинитивно познати састанак овог ирског законодавног тела.
- Толуидски грађански рат се завршава: Кублај-кан побеђује свог брата и претендента на титулу „Великог кана“, Арик-Бекеа, који се предаје Кублају 24. августа. Затворен је и уз кинеску подршку, Кублаја признају владари западних ханата као јединог владара Монголског царства. Премешта своју престоницу из Шангдуа у Унутрашњој Монголији у кинески град Даду (данашњи Пекинг).
- 11. август – Папском булом Transiturus, папа Урбан IV проглашава празник Corpus Christi (festum corporis) који ће славити цела Католичка црква.
- 2. октобар – Папа Урбан IV умире након трогодишњег понтификата, а наслеђује га папа Клемент IV. Његов избор за папу одвија се у Перуђи, а трајаће четири месеца.

## Смрти
- Ацо VII Новело

- Данило Галички

- Михаило Кантакузин (умро 1264. године)

- Папа Урбан IV

- Фарината дељи Уберти